# Club Esportiu Mediterrani
El Club Esportiu Mediterrani és una associació esportiva, especialment destacada en la natació i el waterpolo, de la ciutat de Barcelona.
Es fundà el 3 de juliol de 1931 per un grup d'amants de l'esport que freqüentaven la platja de la Barceloneta i la piscina dels banys La Deliciosa del mateix barri. L'any 1943, una profunda crisi al club provocà una escissió que portà, d'una banda, al trasllat del club a la seva nova seu, inaugurant la piscina del club a Sants (al carrer Galileu) l'abril de 1944 i, d'altra banda, la fundació del Club Natació Montjuïc.
Entre 1976 i 1979 el club construeix noves instal·lacions al carrer Regent Mendieta. El creixement del club porta a d'adquisició de noves instal·lacions, a l'antiga fàbrica modernista del 1903 Serra i Balet, al carrer Begur, inaugurades el 20 de juny de 1987. L'any 1999 s'atorga a aquesta instal·lació el nom de l'expresident Josep Vallès.
Després de 90 anys, el CE Mediterrani s'ha convertit en un referent de l'esport a Barcelona i arreu.
Entre els nombrosos èxits esportius que ha assolit el club al llarg de la seva història cal destacar el tercer lloc de l'equip femení de waterpolo a la Copa LEN l'any 2002.
Entre els esportistes destacats del club, es poden destacar Jordi Sans i Juan, Daniel Ballart, Marc Minguell

## Seccions
- Natació
- Waterpolo
- Natació amb aletes
- Natació màster
- Triatló
- Atletisme
- Esquaix
- Karate

## Palmarès
Waterpolo masculí
- Copa del Rei:
  - 1992-93
- Campionat de Catalunya:
  - 1995-96, 1997-98, 2000-01

Waterpolo femení
- Lliga espanyola:
  - 1991-92, 1992-93, 1993-94, 1994-95, 1995-96, 1997-98, 1998-99, 2002-03, 2009-10
- Copa de la Reina:
  - 1996-97, 1997-98, 1998-99, 1999-2000, 2002-03
- Copa Catalunya:
  - 2008-09

Esportistes Olímpics:
- Barcelona 1992: Jordi Sans i Juan, Daniel Ballart i Sans, Ricardo Sánchez Alarcón, Núria Castelló Marrugat.
- Sidney 2000: Eduardo Lorente Ginesta, Jorge Pérez Salinas, Milan Cipov (SVK), Peter Nizny (SVK), Toni Comas López.
- Londres 2012: Marina Garcia Urzainqui, "Kiko" Hervás Jodar, Edward Scott (GBR), Hocine Haciane (AND), Mònica Ramírez (AND).
- Tòquio 2020: Clara Espar Llaquet, Roser Tarragó Aymerich, Iris Wolwes (NED).